# Theridion weyrauchi
Theridion weyrauchi là một loài nhện trong họ Theridiidae.
Loài này thuộc chi Theridion. Theridion weyrauchi được Herbert Walter Levi miêu tả năm 1963.